# Variabilă RR Lyrae

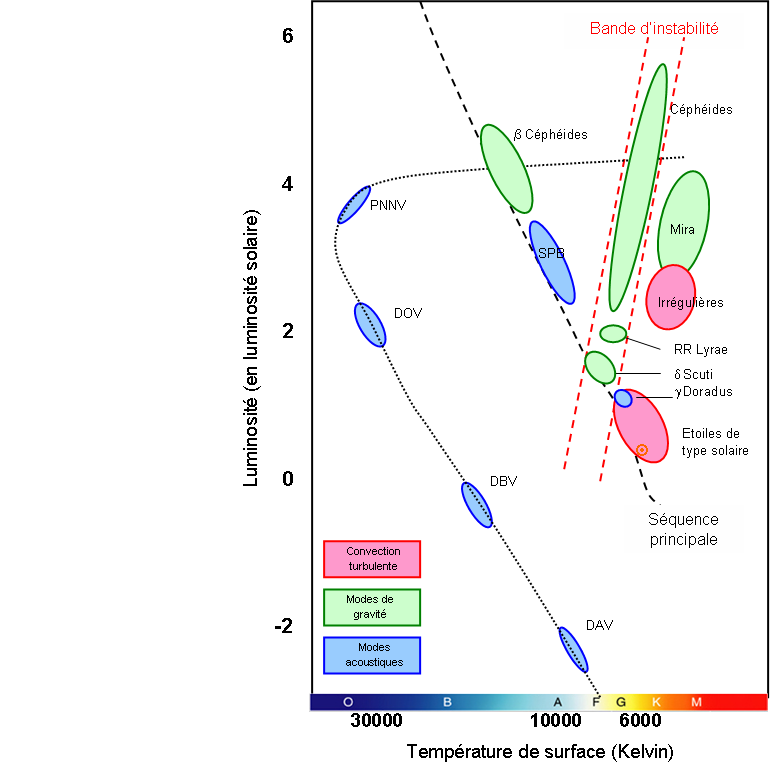
Diagrama Hertzsprung-Russell cu zonele unde se situează diverse tipuri de stele variabile, printre care cefeidele și variabilele RR Lyrae (în verde).

În astronomie, (stelele) variabile de tip RR Lyrae, pe scurt variabile RR Lyrae, sunt stele variabile, denumite după steaua prototip al genului, RR Lyrae, și adesea utilizate drept standard.

## Proprietăți
Stelele de tip RR Lyrae au o perioadă de variație a luminozității relativ scurtă, cuprinsă între 0,2 și 1,1 zile. Unele pot fi văzute astfel pe un ciclu complet într-o singură noapte (a se vedea animația pe legătura externă de mai jos).
Aceste stele sunt variabile pulsante plasate pe ramura orizontală a diagramei Hertzsprung-Russell, având o masă de circa jumătate a celei a Soarelui— notăm totodată că aceste stele au suferit o pierdere importantă de masă înainte de a atinge stadiul de RR Lyrae, și sunt, prin urmare, formate pornind de la stele cu masa echivalentă sau chiar superioară celei a Soarelui. Ele variază în mod similar cu cefeidele, cu câteva diferențe totuși:  
- Stelele de tip RR Lyrae sunt stele relativ vechi, numite stele de populație II, de slabă metalicitate.
- Mai puțin masive, ele sunt mai numeroase decât cefeidele, însă mai puțin luminoase. Magnitudinea absolută medie a unei RR Lyrae tipice este de circa +0,75, adică de 50 de ori luminozitatea solară.
- Perioada lor este mai scurtă, în general mai puțin de o zi.

Stelele RR Lyrae sunt clasate în trei tipuri principale: RRab, RRc și RRd. Stelele de tipul RRc sunt cele care posedă perioadele cele mai scurte, iar stelele de tipul RRd posedă două perioade de pulsație suprapuse.
- RRab oscilează urmând modul lor fundamental de vibrație; curba lor de lumină este asimetrică, cu o creștere rapidă a luminozității urmată de o descreștere mai lentă. Amplitudinea este tipic cuprinsă între 0,9 și 1,3 magnitudine.
- RRa oscilează urmând prima armonică a modurilor lor de vibrații, dar cu o curbă de lumină mult mai regulată, în formă de sinusoidă. Amplitudinea oscilațiilor nu excede 0,8 magnitudine.
- Oscilații mai neregulate sunt uneori observate și sunt, în general, semn al faptului că moduri de vibrații (în general două) se suprapun. Este vorba de stelele de tip RRd, când se observă suprapunerea a două moduri de vibrați.
- Neregularități mai imporatante, poate semne ale prezenței unui al treilea mod de vibrație se găsesc la unele stele de tip RR Lyrae, ca XZ Cygni. Aceste neregularități sunt cunoscute sub numele de efect Blazhko, de la numele astronomului rus și sovietic Serghei Blajko, care primul l-a pus în evidență în 1907 cu steaua RW Draconis. Ele par legate de efectele datorate câmpului magnetic al astrului.

## Utilizare
Stelele de tip RR Lyrae având o luminozitate slabă comparate cu alte populații stelare, ele sunt utilizate pentru măsurările distanțelor din Galaxia Noastră sau din preajma acesteia, Grupul Local. Este de exemplu mai ușor să observi stele de tip RR Lyrae, puțin luminoase, dar mai numeroase în galaxiile pitice din Grupul Local, în care se poate să nu găsești nicio cefeidă.
Istoric, mulțumită stelelor de tip RR Lyrae Walter Baade a putut să estimeze, în 1951, pentru prima dată, distanța de la Soare la Centrul Galactic, prin studiul unor asemenea stele, în roiul globular NGC 6522 situat în imediata proximitate a Centrului Galactic, într-o regiune denumită Fereastra lui Baade.